# LKŻ Lublin
LKŻ Lublin – polski klub żużlowy z Lublina. W latach 1996–2000 brał udział w rozgrywkach ligowych. W późniejszym czasie przestał funkcjonować.

## Historia
Po rozwiązaniu Motoru Lublin powstał Lubelski Klub Żużlowy. Nowy klub powstawał na zgliszczach dawnej drużyny. LKŻ startował w lidze w latach 1996-2000. Następnie w Lublinie powstało Towarzystwo Żużlowe, które wspierane przez sponsora tytularnego, Sipma S.A., wywalczyło awans do I ligi.

## Poszczególne sezony
| Sezon | Rozgrywki ligowe | Rozgrywki ligowe | Rozgrywki ligowe |
| Sezon | Liga             | Liga             | Miejsce          |
| ----- | ---------------- | ---------------- | ---------------- |
| 1996  | II               | II liga          | 10/12            |
| 1997  | II               | II liga          | 10/11            |
| 1998  | II               | II liga          | 8/12             |
| 1999  | II               | II liga          | 7/13             |
| 2000  | III              | II liga          | 6/7              |

| Poziom ligowy | Liczba sezonów | Sezony    |
| ------------- | -------------- | --------- |
| II            | 4              | 1996–1999 |
| III           | 1              | 2000      |